# Cleistanthus pseudopodocarpus
Cleistanthus pseudopodocarpus är en emblikaväxtart som beskrevs av Eugene Jablonszky. Cleistanthus pseudopodocarpus ingår i släktet Cleistanthus och familjen emblikaväxter. Inga underarter finns listade i Catalogue of Life.